# Karachi Port Trust Football Club
O Karachi Port Trust Football Club é um clube de futebol com sede em Karachi, Paquistão. A equipe compete no Campeonato Paquistanês de Futebol.

## História
O clube foi fundado em 1887.